# Manatí (Colômbia)

Bandeira de Manatí

Localização de Manatí, no departamento de Atlántico

Manatí é uma cidade e município da Colômbia, no departamento de Atlántico. Sua população, de acordo com o censo de 2005, é formada por 13.456 habitantes. Suas principais atividades econômicas do município são a agricultura, com grandes plantações de algodão, milho, arroz e gergelim, e a criação de gado.